# Полковников, Георгий Петрович
Гео́ргий Петро́вич Полко́вников (23 февраля (7 марта) 1883, станица Кривянская Области войска Донского — март 1918) — полковник Генерального штаба, главнокомандующий Петроградским военным округом в сентябре-октябре 1917 года.

## Биография
Из казаков станицы Кривянской Области Войска Донского.
Окончил Симбирский кадетский корпус (1902) и Михайловское артиллерийское училище (1904), откуда выпущен был хорунжим во 2-ю Донскую казачью батарею.
Участвовал в Русско-японской войне. В 1912 году окончил Николаевскую военную академию по 1-му разряду. По окончании академии командовал сотней в 12-м Донском казачьем полку.
С началом Первой мировой войны, 16 ноября 1914 года произведён в есаулы, с переименованием в капитаны и с назначением старшим адъютантом штаба 11-й кавалерийской дивизии. Пожалован Георгиевским оружием
За то, что в боях 11 августа 1914 года, неоднократно подвергая свою жизнь явной опасности, доблестно производил рекогносцировки, сильно влиявшие на успешный ход боёв.
Удостоен ордена Св. Георгия 4-й степени
За то, что исполняя должность начальника штаба отряда в бою 13 мая 1915 года у д. Залеска-Воля, когда этот отряд находясь в особо тяжёлых условиях, должен был своими действиями обеспечить левый фланг 5-го Кавказского армейского корпуса и удержаться на указанном ему месте до подхода частей 34-й пехотной дивизии, исключительно смелыми, под губительным огнем противника, разведками и непрестанным личным направлением частей отряда, не взирая на огромные потери, на отсутствие между ними телефонной связи и невозможность ея установления, вывел отряд из критического положения, сумел, с одобрения своего начальника, так организовать действие пехотных и кавалерийских частей отряда, что они завершались полным успехом.
5 декабря 1915 года назначен исправляющим должность штаб-офицера для поручений при штабе 5-го кавалерийского корпуса, а 15 августа 1916 года произведен в подполковники с утверждением в должности. 4 марта 1917 года назначен штаб-офицером для поручений по авиации управления генерал-квартирмейстера штаба помощника Главнокомандующего армиями Румынского фронта, 3 апреля того же года — и. д. начальника штаба Уссурийской конной дивизии. В июле 1917 года назначен командующим 1-м Амурским казачьим полком с переименованием в войсковые старшины.
Во время корниловского выступления вместе с полком принял сторону Временного правительства. После этого, 3 сентября 1917 года назначен состоять в распоряжении военного министра с переименованием в подполковники Генерального штаба. 4 (17) сентября 1917 года произведен в полковники с назначением главнокомандующим войсками Петроградского военного округа. С 16 (29) сентября 1917 года, после переподчинения округа непосредственно командующему Северным фронтом, стал именоваться главным начальником округа.
Накануне Октябрьской революции, 22—23 октября (4—5 ноября), вёл переговоры с Петроградским ВРК. 25 октября (7 ноября) 1917 года, накануне восстания, снят Временным правительством с занимаемой должности за «нерешительность» в борьбе с наступающей революцией и заменён начальником штаба генералом Я. Г. Багратуни.
29 октября (11 ноября) 1917 года, как командующий армией «Комитета спасения родины и революции», возглавил юнкерское выступление в Петрограде после того, как разработал его план. Выступление было на следующий день 30 октября (12 ноября) 1917 года подавлено большевиками, и Полковников попытался перебраться на Дон. В марте 1918 года он был арестован органами Советской власти в Задонской степи и по приговору революционного трибунала расстрелян.

## Мнения современников
Атаман Всевеликого войска Донского, генерал от кавалерии Петр Николаевич Краснов в своих мемуарах так отзывался о Полковникове:

Полковников — продукт нового времени. Это — тип тех офицеров, которые делали революцию ради карьеры, летели, как бабочки на огонь, и сгорали в ней без остатка. <…> 34-летний полковник становится главнокомандующим важнейшего в политическом отношении округа с почти 200000-ною армиею. Тут начинается метание между Керенским и Советом и верность постольку поскольку. Полковник помогает большевикам создать движение против правительства, но потом ведёт юнкеров против большевиков. Много детской крови взял на себя он…

## Киновоплощение
- 1958 — «В дни Октября», в роли Георгия Полковникова — Бруно Фрейндлих